# الحرافة (أولاد اعزيز 2)
الحرافة هو دُوَّار يقع بجماعة مولاي إدريس أغبال، إقليم الخميسات، جهة الرباط سلا القنيطرة في المملكة المغربية. ينتمي الدوّار لمشيخة أولاد اعزيز 2 التي تضم 3 دواوير. يقدر عدد سكانه بـ 1233 نسمة حسب الإحصاء الرسمي للسكان والسكنى لسنة 2004.

## روابط خارجية
- البوابة الوطنية للجماعات الترابية
- المندوبية السامية للتخطيط